# Augustin von Alveld

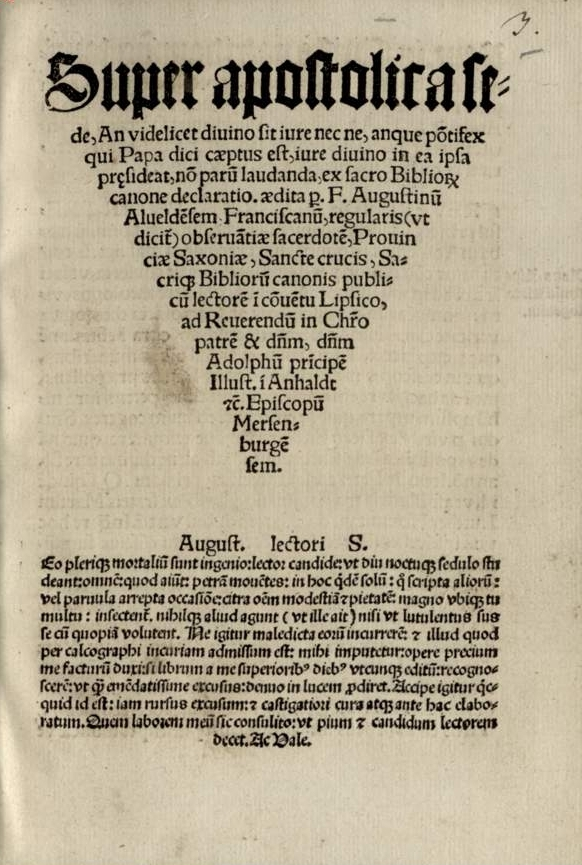
Escrito de Agustín Von Alveld en respuesta a Matín Lutero.

Augustin von Alveld o Alveldt (1480- 1535) fue un profesor y padre provincial de Sajonia (Alemania) de los Franciscanos o frailes menores, quien se opuso a Martín Lutero con respecto a la cuestión de la autoridad papal. Augustín nació en Alfeld cerca de Hildesheim, fue un profesor de Leipzig en (1520). Fue padre guardián de los frailes menores en Halle en (1524) y fue provincial de los franciscanos en Sajonia entre 1529 y 1532. Murió antes de 1535.